# JUST LIKE THIS 2017
『JUST LIKE THIS 2017』（ジャスト・ライク・ディス・にせんじゅうなな）は、SPYAIRの10作目の映像作品。2018年3月14日にSony Music Associated Recordsからリリースされた。　

## 概要
前作『SPYAIR ARENA TOUR 2016-2017 真冬の大サーカス』より約10ヶ月ぶりのリリース。2017年7月29日に、富士急ハイランド・コニファーフォレストで開催され1万5000人を動員したSPYAIR単独野外ライブ映像が収録されている。
初回生産限定盤は三方背クリアケース仕様。カラー40Pフォトブック、ボーナス映像の特典付き。ライブの舞台裏に密着したドキュメンタリー、ライブ本編で巨大LEDスクリーンに映し出され場内騒然となった“BRING IT ON ～Battle of Rap～”Movie、全国各地から運行されたオフィシャルバスツアー内で上映された「第2回 SPYAIRクイズ大会!」が収録されている。

## 収録映像

### DISC 1
1. THE WORLD IS MINE
  - 1st会場限定シングル表題曲
2. LIAR
  - 1stシングル表題曲
3. イマジネーション
  - 14thシングル表題曲
4. GLORY
  - 1stベストアルバム収録曲
5. COME IN SUMMER
  - 4thアルバム収録曲
6. Blowing
  - 9thシングルc/w曲
7. ファイアスターター
  - 16thシングル表題曲
8. RAGE OF DUST
  - 19thシングル表題曲
9. Come on
  - 6thシングルc/w曲
10. No where, Now here
  - 2ndアルバム収録曲
11. Be with
  - 20thシングル表題曲
12. I want a place
  - 2ndアルバム収録曲
13. Stand by me
  - 4thアルバム収録曲
14. BRING IT ON ～Battle of Rap～
  - 20thシングルc/w曲
15. ROCKIN' OUT
  - 15thシングル表題曲
16. Turning point
  - 10thシングルc/w曲
17. THIS IS HOW WE ROCK
  - 18thシングル表題曲
18. JUST ONE LIFE
  - 13thシングル表題曲
19. ジャパニケーション
  - 3rdシングル表題曲
20. サムライハート (Some Like It Hot!!)
  - 4thシングル表題曲
21. JUST LIKE THIS
  - 2ndシングルc/w曲
22. 現状ディストラクション
  - 12thシングル表題曲

### DISC 2

#### アンコール
1. MIDNIGHT
  - 21stシングル表題曲
2. My Friend
  - 1stアルバム収録曲
3. SINGING
  - 1stシングルc/w曲

#### 初回生産限定盤のみ
1. DOCUMENTARY
2. "BRING IT ON ～Battle of Rap～" Movie
3. 第2回SPYAIRクイズ大会！